# كايتلين بلاك
كايتلين بلاك (بالإنجليزية: Kaitlyn Black)‏ هي ممثلة أمريكية، ولدت في 29 يوليو 1983 في أوهايو في الولايات المتحدة.

## وصلات خارجية
- كايتلين بلاك على موقع IMDb (الإنجليزية)
- كايتلين بلاك على موقع ألو سيني (الفرنسية)
- كايتلين بلاك على موقع أول موفي (الإنجليزية)
- كايتلين بلاك على موقع قاعدة بيانات الفيلم (الإنجليزية)
- كايتلين بلاك على موقع كينوبويسك (الروسية)